# Barlám
A Barlám görög eredetű férfinév, mely középkori regényhős nevéből származik.

## Gyakorisága
Az 1990-es években szórványosan fordult elő, a 2000-es években nem szerepel a 100 leggyakoribb férfinév között.

## Névnapok
- november 19.[2]